# Meridiano 133 E
O meridiano 133 E é um meridiano que, partindo do Polo Norte, atravessa o Oceano Ártico, Ásia, Oceano Pacífico, Australásia, Oceano Índico, Oceano Antártico, Antártida e chega ao Polo Sul. Forma um círculo máximo com o Meridiano 47 W.
Começando no Polo Norte, o meridiano 133º Este tem os seguintes cruzamentos:
| País, território ou mar | Notas |
| ----------------------- | --- |
| Oceano Ártico           | |
| Mar de Laptev           | |
| Rússia                  | Iacútia Krai de Khabarovsk Oblast de Amur Krai de Khabarovsk Oblast de Amur Krai de Khabarovsk Oblast Autónomo Judaico |
| China                   | Heilongjiang |
| Rússia                  | Krai de Primorsky |
| Mar do Japão            | |
| Japão                   | Ilha Nishino, nas Ilhas Oki                                                                                            |
| Mar do Japão            | |
| Japão                   | Ilha Honshū, Ōmi e Shikoku                                                                                             |
| Oceano Pacífico         | |
| Indonésia               | Ilha da Nova Guiné |
| Baía Berau              | |
| Indonésia               | Ilha da Nova Guiné |
| Mar de Arafura          | |
| Indonésia               | Ilha Kai Besar |
| Mar de Arafura          | |
| Austrália               | Território do Norte Austrália Meridional                                                                               |
| Oceano Índico           | |
| Oceano Antártico        | |
| Antártida               | Território Antártico Australiano, reclamado pela Austrália                                                             |